# Einheitssachtitel
Als Einheitssachtitel (EST) wird in der Formalerschließung in Bibliothekskatalogen der Titel bezeichnet, unter dem verschiedene Ausgaben eines Werkes zusammengeführt werden. Im Allgemeinen wird der Titel der ersten vollständigen Ausgabe in der Originalsprache als Einheitssachtitel festgelegt. Dieser wird dann in   Bibliothekskatalogen bei allen Ausgaben des Werkes angegeben. 
Der Begriff findet sich sowohl in den Regeln für die alphabetische Katalogisierung (RAK) als auch in den Anglo-American Cataloguing Rules (dort als Uniform Title bezeichnet).